# Communauté de communes du Blanzacais
La  Communauté de communes du Blanzacais était une communauté de communes française, située dans le département de la Charente et le pays Sud Charente, intégrée au 1er janvier 2012 à la Communauté de communes des 4B - Sud-Charente.

## Histoire
- Régime fiscal (au 01/01/2005): fiscalité additionnelle.
- Superficie: 2,72 % du département de la Charente.
- Population: 1,39 % du département de la Charente.
- Évolution annuelle de la population (entre 1990 et 1999): -0,26 % (-0,08 % pour le département).
- 1 canton(s) concerné(s) : Canton de Blanzac-Porcheresse.
- 0 ville(s) de plus de 2 000 habitants :
- 0 ville(s) de plus de 15 000 habitants :

## Composition
Elle regroupait 13 communes le 1er janvier 2011 :
| Nom                         | Code Insee | Gentilé       | Superficie (km2) | Population (dernière pop. légale) | Densité (hab./km2) |
| --------------------------- | ---------- | ------------- | ---------------- | --------------------------------- | ------------------ |
| Blanzac-Porcheresse (siège) | 16046      |               | 10,84            | 774 (2014)                        | 71                 |
| Aubeville                   | 16021      | Aubevillois   | 8,22             | 150 (2013)                        | 18                 |
| Bécheresse                  | 16036      | Bécheressiens | 8,38             | 302 (2014)                        | 36                 |
| Chadurie                    | 16072      | Chaduriens    | 16,42            | 509 (2014)                        | 31                 |
| Champagne-Vigny             | 16075      |               | 8,31             | 259 (2014)                        | 31                 |
| Claix                       | 16101      | Claixois      | 14,87            | 1 001 (2014)                      | 67                 |
| Étriac                      | 16133      | Étriacais     | 9,47             | 203 (2014)                        | 21                 |
| Jurignac                    | 16175      | Jurignacais   | 16,00            | 594 (2013)                        | 37                 |
| Mainfonds                   | 16201      |               | 9,26             | 226 (2013)                        | 24                 |
| Péreuil                     | 16257      |               | 17,18            | 405 (2013)                        | 24                 |
| Pérignac                    | 16258      | Pérignacais   | 25,52            | 492 (2014)                        | 19                 |
| Saint-Léger                 | 16332      |               | 4,21             | 122 (2014)                        | 29                 |
| Voulgézac                   | 16420      | Voulgézacais  | 13,42            | 258 (2014)                        | 19                 |